# Корте де' Кортези кон Чиньоне
Ко̀рте де' Кортѐзи кон Чиньо̀не (на италиански: Corte de' Cortesi con Cignone, на местен диалект: Curt dè Curtèes e Signon, Курт де Куртеез е Синьон) е община в Северна Италия, провинция Кремона, регион Ломбардия. Административен център на общината е село Корте де' Кортези (Corte de' Cortesi), което е разположено на 60 m надморска височина. Населението на общината е 1093 души (към 2017 г.).